# Lough Swilly
Lough Swilly (Iers: Loch Súilí, wat "meer van schaduwen" of "meer van ogen" betekent) is een glaciale fjord of zee-inham in het uiterste noorden van Ierland, verbonden in het noorden met de Atlantische Oceaan. Lough Swilly ligt tussen de westelijke zijde van het schiereiland Inishowen en het schiereiland Fanad in County Donegal. Samen met Carlingford Lough en Killary Harbour is het een van de drie gletsjerfjorden in Ierland. Lough Swilly is eveneens het estuarium van de Swilly.
Aan de noordelijke uiteinden van het meer liggen Fanad Head met zijn vuurtoren en Dunaff Head. Plaatsen aan de lough zijn Buncrana op Inishowen en Rathmullan aan de westelijke kant. Aan de zuidkant van het meer ligt Letterkenny .
In Lough Swilly kan veel verschillende soorten fauna waargenomen worden, waaronder dolfijnen, bruinvissen, zeevogels, migrerende ganzen en zwanen. Er wordt ook gedoken op een aantal scheepswrakken, waaronder de SS Laurentic, gezonken door een Duitse zeemijn (mogelijk een torpedo), die zonk met 3.211 goudstaven waarvan er 3.191 werden teruggevonden.
In het zuiden van het meer werden een aantal eilanden (waarvan het Inch Island het grootste is) ingepolderd, waardoor land in de 19e eeuw werd teruggewonnen voor landbouw. Deze herwonnen landen zijn nu deels drasland nuttig voor natuurbehoud en vogelobservatie, en bieden broedplaats aan meer dan 4.000 wilde zwanen en duizenden kolganzen, brandganzen, grauwe ganzen en rotganzen.

## Afbeeldingen

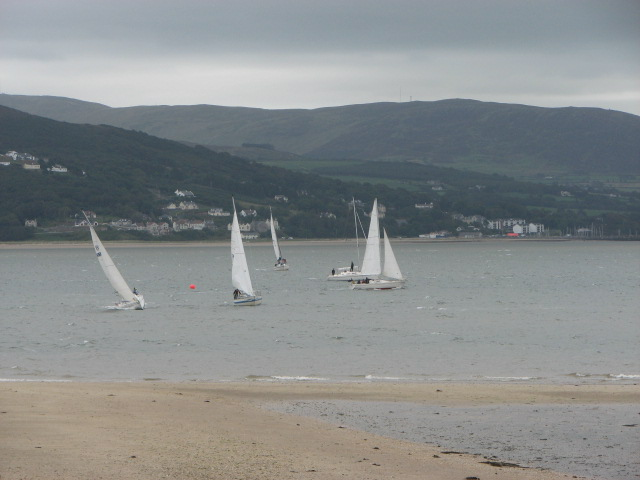
Zicht op Lough Swilly
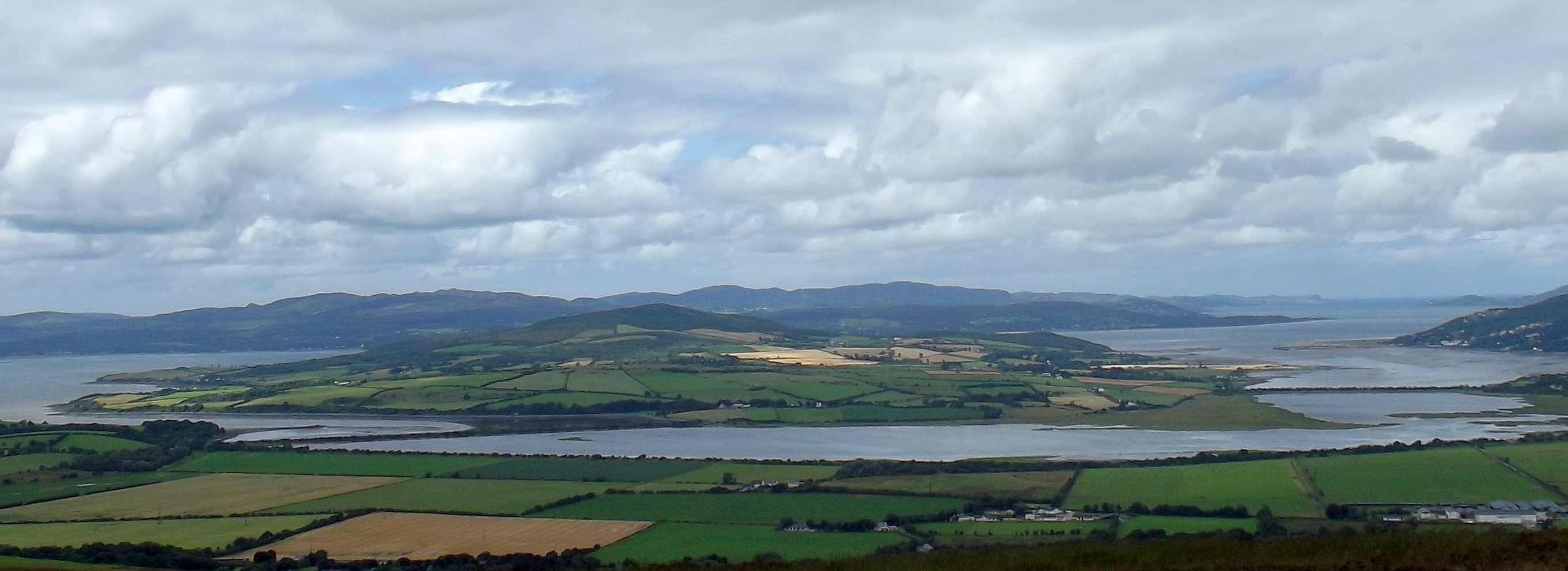
Inch Island in Lough Swilly